# Garigal National Park
Garigal National Park är en park i Australien. Den ligger i delstaten New South Wales, i den sydöstra delen av landet, omkring 17 kilometer norr om delstatshuvudstaden Sydney. Arean är 22,0 kvadratkilometer.
Trakten är tätbefolkad. Närmaste större samhälle är Sydney, omkring 17 kilometer söder om Garigal National Park. Genomsnittlig årsnederbörd är 1 380 millimeter. Den regnigaste månaden är februari, med i genomsnitt 200 mm nederbörd, och den torraste är juli, med 36 mm nederbörd.